# Accident Man
Accident Man è un film del 2018 diretto da Jesse V. Johnson.
La storia è basata su personaggi creati da Pat Mills e Tony Skinner. Il film, di produzione anglo-statunitense, con protagonisti Scott Adkins, Ashley Greene, Ray Stevenson, Michael Jai White e Ray Park, è uscito il 6 febbraio 2018 negli USA e il 16 aprile dello stesso anno nel Regno Unito.
Il film ha avuto un seguito nel 2022 dal titolo Accident Man - La vacanza del sicario (Accident Man: Hitman's Holiday) diretto da George e Harry Kirby.

## Trama
Fallon, il protagonista, è un killer professionista. La sua ex-fidanzata viene uccisa, e il protagonista scopre che dietro il suo omicidio c'è la sua stessa squadra di assassini. Per poter vendicare la sua morte, Fallon dovrà affrontare proprio la banda di esperti assassini di cui fa parte.

## Produzione
Il film è stato prodotto dalla LINK Entertainment e dalla Six Demon Films. Scott Adkins è produttore, autore della sceneggiatura, e star di questa trasposizione cinematografica del fumetto originale. Anche Ashley Greene fa parte del cast. Il film è uscito il 6 febbraio del 2018.